# Ahmed Johnson
Vous lisez un « bon article » labellisé en 2020.
Pour les articles homonymes, voir Norris et Johnson.
Anthony Norris (né le 6 juin 1963 à Kokomo aux États-Unis), plus connu sous le nom de ring d'Ahmed Johnson, est un catcheur américain. Il est principalement connu pour son travail à la World Wrestling Federation (WWF) de 1995 à 1998. Il y remporte le championnat intercontinental de la WWF le 23 juin 1996 devenant le premier afro-américain à détenir cette ceinture. Il doit rendre son titre le 12 août à la suite d'une lésion rénale. Il rejoint le clan Nation of Domination l'année suivante et reste à la WWF jusqu'en 1998. Il lutte ensuite brièvement à la World Championship Wrestling en 2000 sous le nom de Big T où il forme l'équipe Harlem Heat 2000 avec Stevie Ray.

## Jeunesse
Anthony Norris naît à Kokomo dans l'Indiana mais grandit en Floride, au Mississippi puis au Texas,. Il pratique l'athlétisme, le basket-ball, la lutte ainsi que le football américain au lycée. Fan de catch, il regarde régulièrement les émissions de l'American Wrestling Association puis de la Mid-South Wrestling (en) une fois au Texas. Il est victime, durant toute sa jeunesse, comme ses frères et sœurs, de violence parentale et n'a plus aucun contact depuis avec son père. Il étudie ensuite à l'université du Tennessee où il fait partie de l'équipe de football américain et évolue au poste de linebacker. Il joue en National Football League chez les Cowboys de Dallas en 1990 et 1991. Il s'engage dans l'US Army et fait partie de la Delta Force mais se fait renvoyer après avoir frappé son capitaine. Il devient ensuite dresseur de fauves dans un cirque en Floride.

## Carrière de catcheur

### Débuts à laGlobal Wrestling Federation(1993-1995)
Norris apprend le catch à l'école d'Ivan Putski, Joe Blanchard et Steve Casey à Houston et a comme partenaire d'entraînement Booker et Lash Huffman,. Il commence sa carrière à la Global Wrestling Federation en 1993 sous le nom de Moadib.

### World Wrestling Federation(1995-1998)

#### Arrivée et rivalité avec Camp Cornette (1995-1996)
En 1995, Michael Hayes recommande Tony Norris à Vince McMahon qui l'engage. En juillet, Norris commence à apparaître à la World Wrestling Federation (WWF) d'abord sous son véritable nom avant d'adopter le nom de ring d'Ahmed Johnson. Il remporte rapidement son tout premier combat télévisé le 13 novembre 1995 face à Jake Steele. Le 19 novembre, au cours des Survivor Series, il fait équipe avec Shawn Michaels, Sid et The British Bulldog pour un match par équipe à élimination face à Dean Douglas, Owen Hart, Razor Ramon et Yokozuna. Johnson élimine Owen Hart puis Yokozuna et permet à son équipe de gagner ce match. Le 17 décembre, au cours d'In Your House 5 : Season's Beatings, il gagne rapidement son match face à Buddy Landel, puis interrompt une interview de Jeff Jarrett qui l'attaque. Ils s'affrontent le 21 janvier 1996 au Royal Rumble où Jarret se disqualifie après avoir donné un coup de guitare à son adversaire. Il souffre d'une commotion cérébrale après ce combat et revient sur le ring quelques semaines plus tard.
Il devient le rival du clan Camp Cornette (en) (Vader, The British Bulldog et Owen Hart) après son intervention après un combat opposant Yokozuna à The British Bulldog et Owen Hart, le 26 février, en faveur de Yokozuna. La semaine suivante, la WWF annonce que Camp Cornette va affronter Yokozuna, Johnson et Jake Roberts, le 31 mars à WrestleMania XII. Lors de ce spectacle, Camp Cornette remporte ce match. La rivalité avec Camp Cornette continue avec une autre défaite de Johnson et Roberts face au The British Bulldog et Owen Hart le 28 avril à In Your House 7 : Good Friends, Better Enemies. Il se fait éliminer au premier tour du tournoi King of the Ring par Vader le 27 mai.

#### Champion intercontinental (1996)

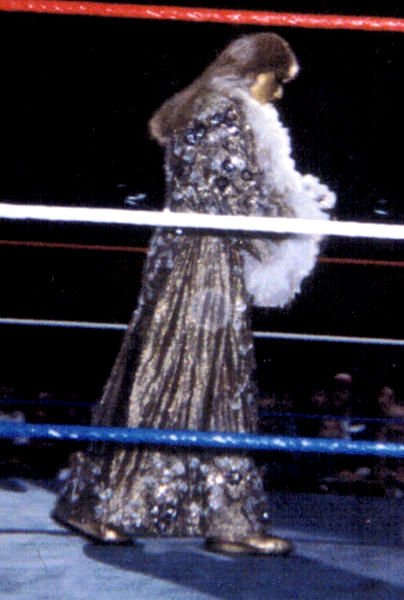
Goldust embrasse Ahmed Johnson ce qui amène la rivalité entre les deux hommes.

Après ce combat face à Vader, le staff médical l'évacue sur une civière et Goldust lui fait du bouche à bouche. Johnson considère cela comme un baiser et le poursuit dans les coulisses. La semaine suivante, Goldust le défie dans un match pour le championnat intercontinental de la WWF, le 23 juin, à King of the Ring. Il réussit à le vaincre pour devenir le premier afro-américain à détenir un championnat individuel à la WWF. Peu de temps après sa victoire, certains de ses collègues vandalisent sa voiture en écrivant dessus à la peinture « Congratulation Nigger ». Il défend son titre avec succès le 15 juillet face à Bart Gunn. Il s'allie avec Shawn Michaels et Sycho Sid avec qui il perd un match par équipes face à Camp Cornette (Vader, The British Bulldog et Owen Hart) le 21 juillet à In your House 9 : International Incident. Le lendemain, Johnson et Michaels affrontent The Smoking Gunns (en) (Bart et Billy Gunn). Ce combat se termine avec l'arrivée de Farooq qui attaque Johnson. Après ce combat, Johnson souffre de problèmes rénaux et doit rendre sa ceinture de champion intercontinental le 12 août.

#### Rivalité avecNation of Domination(1997-1998)
Il réapparaît à la WWF le 19 janvier 1997 au cours du Royal Rumble, où il bat Farooq par disqualification après l'intervention du clan Nation of Domination qui attaque Johnson. Plus tard, il est le second catcheur à entrer dans le Royal Rumble match où il se fait une nouvelle fois attaquer par Nation of Domination cette fois avant le match, dans lequel il s'élimine lui-même pour attaquer Farooq. Dans les semaines qui suivent, une rivalité se met en place entre Johnson et les membres de Nation of Domination. Le 23 mars au cours de WrestleMania 13, Johnson et Legion of Doom battent Crush, Farooq et Savio Vega dans un Chicago Street fight match. Il affronte à nouveau Nation of Domination le 11 mai à In Your House: A Cold Day In Hell, dans un Gauntlet match, remporté par Nation of Domination. Le lendemain, le tournoi King of the Ring commence et Johnson affronte Hunter Hearst Helmsley (HHH) au premier tour. Au cours de ce combat, Chyna intervient causant la disqualification de HHH. Ils se retrouvent en demi-finale le 8 juin, où HHH prend sa revanche. Il reprend ensuite sa rivalité avec Nation of Domination, qu'il rejoint le 16 juin après un combat par équipe avec The Undertaker, où il attaque Paul Bearer, laisse son équipier seul sur le ring face à Kama Mustafa et Farooq et, enfin, lui inflige un Pearl River Plunge après le combat. À la suite de ce heel turn, Ahmed Johnson devient plus détesté que Farooq par le public. Il doit affronter The Undertaker à In Your House 16 : Canadian Stampede, mais il se blesse au genou au cours d'un combat par équipes,.
Une fois de retour de blessure, il se fait bannir de Nation of Domination. Le 22 septembre, il élimine Rocky Maiva en quart de finale d'un tournoi pour désigner le champion intercontinental. Farooq l'élimine en demi-finale la semaine suivante. Sa rivalité avec Nation of Domination donne lieu à un match par équipe le 9 novembre aux Survivor Series où Johnson, Ken Shamrock et Legion of Doom l'emportent sur Nation of Domination dans un match par équipe à élimination. Au cours de ce combat, Johnson élimine Farooq avant de se faire sortir par The Rock.
Sa rivalité avec Nation of Domination continue en 1998 et le 18 janvier, lors du Royal Rumble, D'Lo Brown et Mark Henry l'éliminent du Royal Rumble match. Le 15 février, à In Your House 20: No Way Out of Texas, Johnson fait équipe avec Ken Shamrock, Chainz, Skull et 8-Ball (en) l'emportent face à Nation of Domination (D'Lo Brown, Farooq, Kama Mustafa, Mark Henry et The Rock). Peu de temps après ce combat, la sœur d'Anthony Norris qui est atteinte d'un cancer est mourante. Il décide d'aller à son chevet sans prévenir Vince McMahon, parce qu'il ne souhaite pas attirer la sympathie de ses collègues.

### World Championship Wrestling(2000)
En 1999, son ami Lash Huffman, qui lutte à la World Championship Wrestling (WCW) sous le nom de Stevie Ray, demande à Norris si cela l’intéresserait de reprendre sa carrière de catcheur. À l'époque, Norris n'a pas la condition physique pour monter sur un ring puisqu'il s’essouffle en marchant. Il s'entraîne pour retrouver la forme et apparaît pour la première fois à la WCW le 17 janvier 2000, à Souled Out, sous le nom de Big T où il attaque Booker T durant son combat face à Stevie Ray,. Le lendemain, il remporte un combat face à Booker T grâce à l'intervention de Stevie Ray en fin de match. Le 14 février, Big T et Stevie Ray participent à un match à trois équipes, les opposant à David Flair et Crowbar, ainsi que les champions du monde par équipes de la WCW, Big Vito (en) et Johnny The Bull, où ces derniers conservent leurs titres. Six jours plus tard, à SuperBrawl 2000, Big T bat Booker T pour avoir le droit d'utiliser le nom Harlem Heat. Ils prennent alors le nom d'Harlem Heat 2000. Le 10 avril, la WCW rend vacant tous les championnats et annonce l'organisation de tournois afin de désigner les nouveaux champions six jours plus tard, lors de Spring Stampede. Harlem Heat 2000 participent au tournoi et se font éliminer en demi-finale par Shane Douglas et Buff Bagwell. Le 3 mai, Big T participe à une bataille royale pour désigner le challenger pour le championnat du monde poids lourd de la WCW, remporté par Ric Flair. Le 10 mai, Harlem Heat 2000 perd un match à handicap pour le championnat hardcore de la WCW face à Terry Funk. C'est la dernière apparition de Big T à la WCW qui quitte cette fédération peu de temps après.

### Fin de carrière (2000-2003)
Après son départ de la World Championship Wrestling, Anthony Norris continue de lutter ponctuellement dans des petites fédérations de catch américaines sous le nom d'Ahmed Johnson. Son dernier combat de catch a lieu en 2003 à la Professional Championship Wrestling.

## Style de catch
En raison de son physique, Ahmed Johnson est un powerhouse et utilise donc des prises mettant en avant sa force. Il a la réputation d'être plutôt rugueux et de blesser ses adversaires. Cependant, il se défend de ces remarques en affirmant qu'il n'a jamais blessé un adversaire. De plus, il n'est pas à l'aise micro en main, ce qui lui vaut le prix de pire catcheur en interview en 1996 et 1997 par le Wrestling Observer Newsletter.

## Vie privée
Anthony Norris est marié depuis les années 1990, et est père d'une fille née en 1999. Une fois sa carrière terminée, il reprend ses études et obtient un diplôme en criminologie à l'université Huston-Tillotson à Austin. Il travaille comme entraîneur au sein de l'école de catch de la Pro Wrestling Alliance, une fédération de catch texane fondée par Booker T.

## Palmarès
- United States Wrestling Association (USWA)
  - 1 fois champion du monde unifié poids lourd de l'USWA[49]
- World Wrestling Federation (WWF)
  - 1 fois champion intercontinental de la WWF[23]
  - Kuwait Cup 1996[50]

## Récompenses des magazines
- Pro Wrestling Illustrated
  - 4e catcheur de l'année 1996[51]
  - 3e catcheur le plus inspirant de l'année 1996[52]
  - Catcheur ayant le plus progressé de l'année 1996[53]

| Année | 1993 | 1994 à 1995 | 1996 | 1997 | 1998 |
| ----- | ---- | ----------- | ---- | ---- | ---- |
| Rang  | 493  | Non classé  | 5    | 53   | 255  |

- Wrestling Observer Newsletter
  - Pire catcheur en interview en 1996 et 1997[47]